# Kenai National Wildlife Refuge
Das Kenai National Wildlife Refuge ist ein 7740 km² großes Naturschutzgebiet auf der Kenai-Halbinsel des US-Bundesstaats Alaska. Im Osten grenzt das Wildlife Refuge an den Chugach National Forest, im Südosten an den Kenai-Fjords-Nationalpark und das Harding Icefield. Der Sterling Highway durchquert das Schutzgebiet in ostwestlicher Richtung auf Höhe von Soldotna.
Das Schutzgebiet, in dem unter anderem Braunbären, Dall-Schafe, Elche und Rentiere leben, wurde 1941 als Kenai Moose Range gegründet. 1980 erhielt es im Rahmen des Alaska National Interest Lands Conservation Acts seinen heutigen Namen und Status. Der ebenfalls 1980 ausgewiesene, 5480 km² große Wilderness Area Kenai Wilderness liegt innerhalb des Refuges.
Das Refuge wird von der Weltnaturschutzunion in der Kategorie IV (Biotop- und Artenschutzgebiet) geführt.